# 議会闘争
議会闘争（ぎかいとうそう）とは、反体制勢力が、議会を通じて革命運動を推進する戦略を指す。左翼党派が用いるケースを指す場合が多いが、かつてナチスがこれを用い、イスラム原理主義勢力がこれを用いる場合もある。

## 左翼党派
労働農民党の山本宣治衆議院議員は、帝国議会で、特別高等警察の残虐な取調べを暴露した。1962年参議院議員選挙での日本革命的共産主義者同盟革命的マルクス主義派や、1986年参議院議員選挙での社会主義労働者党は、革命的議会主義を標榜し、議席獲得には至らなかったものの国政選挙に参加した。
日本共産党も、1951年のいわゆる『五一年綱領』（現在の日本共産党はこれを正規の会議で採択されたものではないという立場から〈五一年文書〉と呼んでいる）から、1955年の「六全協」まで、武装闘争と議会闘争を併用していた。

## ナチス
第一次世界大戦の戦後処理に対する不満から、ワイマール共和国打倒を掲げるナチスが、議会で多数を獲得していった。ドイツ共産党の脅威に対し、カトリック中央党など保守勢力も、ナチスの政権獲得に協力した。
ナチスによる議会闘争の経験から、第二次世界大戦後のドイツでは、議会制民主主義否定を目的とした政党による議会闘争を認めていない。

## イスラム原理主義
アルジェリアでは、アルジェリア民族解放戦線が一党独裁を放棄した直後の総選挙で、イスラム原理主義派のイスラム救国戦線が、議席の8割を獲得した。多数決で議会制民主主義を否定するものであり、アルジェリア軍部は直ちにクーデターを起こし、選挙結果を無効にした。
世俗主義を国是とするトルコでは、議会闘争でイスラム原理主義勢力が政権を獲得することは禁止されている。このため、議会で勢力を急伸させた福祉党は、解党のやむなきに至らしめられた。福祉党は、その後数回党名を変更し、イスラム原理主義国家を目指さないことを条件に現在執権している（現：公正発展党）。